# MTCH2
MTCH2 (англ. Mitochondrial carrier 2) – білок, який кодується однойменним геном, розташованим у людей на короткому плечі 11-ї хромосоми. Довжина поліпептидного ланцюга білка становить 303 амінокислот, а молекулярна маса — 33 331.
| 10         |  | 20         |  | 30         |  | 40         |  | 50         |
| ---------- |  | ---------- |  | ---------- |  | ---------- |  | ---------- |
| MADAASQVLL |  | GSGLTILSQP |  | LMYVKVLIQV |  | GYEPLPPTIG |  | RNIFGRQVCQ |
| LPGLFSYAQH |  | IASIDGRRGL |  | FTGLTPRLCS |  | GVLGTVVHGK |  | VLQHYQESDK |
| GEELGPGNVQ |  | KEVSSSFDHV |  | IKETTREMIA |  | RSAATLITHP |  | FHVITLRSMV |
| QFIGRESKYC |  | GLCDSIITIY |  | REEGILGFFA |  | GLVPRLLGDI |  | LSLWLCNSLA |
| YLVNTYALDS |  | GVSTMNEMKS |  | YSQAVTGFFA |  | SMLTYPFVLV |  | SNLMAVNNCG |
| LAGGCPPYSP |  | IYTSWIDCWC |  | MLQKEGNMSR |  | GNSLFFRKVP |  | FGKTYCCDLK |
| MLI        |  |            |  |            |  |            |  |            |

A: Аланін

C: Цистеїн

D: Аспарагінова кислота

E: Глутамінова кислота

F: Фенілаланін

G: Гліцин

H: Гістидин

I: Ізолейцин

K: Лізин

L: Лейцин

M: Метіонін

N: Аспарагін

P: Пролін

Q: Глутамін

R: Аргінін

S: Серин

T: Треонін

V: Валін

W: Триптофан

Задіяний у таких біологічних процесах, як транспорт, ацетилювання. 
Локалізований у мембрані, мітохондрії, внутрішній мембрані мітохондрії.